# Bouvignies
Bouvignies è un comune francese di 1 527 abitanti situato nel dipartimento del Nord nella regione dell'Alta Francia.

## Società

### Evoluzione demografica
Abitanti censiti